# Topshop
Topshop（原為Top Shop）是一間成立於英國的著名多國際化的悠閒時裝品牌，成立於1964年，銷售服裝，鞋履，化妝產品和首飾。Topshop的兄弟品牌有專做年輕男裝的TOPMAN。全球曾有500間分店--其中300間在英國--加上網上購物平台。2020年底母公司Arcadia宣布破產，由英國快時尚電商Asos收購，2024年售予Bestseller集團。